# محمد بن إبراهيم السحولي
محمد بن إبراهيم بن يحيى السحولي الصنعاني (1619 - أغسطس 1698) (1028 - محرم 1110) عالم مسلم وشاعر يمني من أهل القرن الحادي عشر الهجري/ السابع عشر الميلادي. ولد في صنعاء ونشأ بها. قرأ على عدة شيوخ وبرز في الفقه والأدب. كان خطيبًا في رداع وصنعاء وله شعر. عيّنه محمد بن أحمد بن الحسن إمامًا وخطيبًا في رداع. توفي بها. 

## سيرته
هو محمد بن إبرهيم بن يحيى السحولي الصنعاني. ولد بصنعاء سنة 1028 هـ/ 1619 م ونشأ بها. قرأ على والده وبه تخرج، ولازم العلامة عبد الرحمن الحيمي وقرأ عليه الكشاف وشرح الكافية للرضي. 

كان مبرَّزًا في العلوم والأدب وكان خطيبًا بجامع صنعاء، ثم طلبه الإمام المهدي محمد بن أحمد بن الحسن إلى برداع، وأمره بأن يكون خطيب مصلاه، ومرجعًا في الفتاوى والوقائع العلمية والفقهية، فاستمر على ذلك. 

ذكره مصطفى بن فتح الله الحموي في فوائد الارتحال وقال عنه «خطيب صنعاء، إمامٌ فاضلٌ، وعالمٌ كامل، عريقُ النسب، في صناعة العلم والأدب، يمت إليها بأوفى ذمام، ويضرب فيها بأخوال وأعمام، كان طموحَ النظر إلى الرتب العلمية، والمنازل السنية، تريه همته أنه بعناء الرياسة مستقل، فهو لكل ما ناله مستقل.»

توفي السحولي في شهر محرم سنة 1110 هـ/ أغسطس 1698 بمدينة رداع. 

## شعره
من شعره ما كتابه إلى الإمام المتوكل إسماعيل:
وقوله:
وقوله يمدح شرح الكافية للرضي:

## مؤلفاته
- مختصر من كتاب القواعد
- حاشية على شرح الازهار
- شرح الثلاثين المسئلة
- أسلاك الدرر
- آيات الأحكام
- فوائد من كتاب قبول البشرى
- العزلة
- رسالة في علم الأثر
- منظومة في نسب الإمام محمد بن الحسن بن القاسم، 16 ورقة